# Curling aux Jeux olympiques de 2018
Navigation
Sotchi 2014 Pékin 2022
Les épreuves de curling aux Jeux olympiques d'hiver de 2018 se déroulent au centre de curling de Gangneung, à Gangneung, en Corée du Sud, du 8 février 2018 au 25 février 2018. Il s'agit de la 7e apparition du curling aux Jeux olympiques. Une nouvelle épreuve, le double mixte apparaît lors de cette édition.

## Qualifications

### Épreuve masculine
10 équipes se qualifient pour l'épreuve. La Corée du Sud, pays hôte est directement qualifiée. Sept places sont attribuées aux nations ayant obtenu le plus de points lors des championnats du monde de curling masculin 2016 et  2017. Les deux places restantes sont attribuées lors de l’événement de qualification de 2017.
| Qualification                                         | Quota | Pays            |
| ----------------------------------------------------- | ----- | --------------- |
| Pays hôte                                             | 1     | Corée du Sud    |
| Championnat du monde de curling masculin 2016 et 2017 | 7     | Canada          |
| Championnat du monde de curling masculin 2016 et 2017 | 7     | Norvège         |
| Championnat du monde de curling masculin 2016 et 2017 | 7     | Suisse          |
| Championnat du monde de curling masculin 2016 et 2017 | 7     | Grande-Bretagne |
| Championnat du monde de curling masculin 2016 et 2017 | 7     | États-Unis      |
| Championnat du monde de curling masculin 2016 et 2017 | 7     | Suède           |
| Championnat du monde de curling masculin 2016 et 2017 | 7     | Japon           |
| Événement de qualification de 2017                    | 2     | Italie          |
| Événement de qualification de 2017                    | 2     | Danemark        |

### Épreuve féminine
10 équipes se qualifient pour l'épreuve. La Corée du Sud, pays hôte est directement qualifiée. Sept places sont attribuées aux nations ayant obtenu le plus de points lors des championnats du monde de curling féminin 2016 et 2017. Les deux places restantes sont attribuées lors de l'évènement de qualification de 2017.
| Qualification                                        | Quota | Pays            |
| ---------------------------------------------------- | ----- | --------------- |
| Pays hôte                                            | 1     | Corée du Sud    |
| Championnat du monde de curling féminin 2016 et 2017 | 7     | Canada          |
| Championnat du monde de curling féminin 2016 et 2017 | 7     | Russie (OAR)    |
| Championnat du monde de curling féminin 2016 et 2017 | 7     | Suisse          |
| Championnat du monde de curling féminin 2016 et 2017 | 7     | Grande-Bretagne |
| Championnat du monde de curling féminin 2016 et 2017 | 7     | États-Unis      |
| Championnat du monde de curling féminin 2016 et 2017 | 7     | Suède           |
| Championnat du monde de curling féminin 2016 et 2017 | 7     | Japon           |
| Événement de qualification de 2017                   | 2     | Chine           |
| Événement de qualification de 2017                   | 2     | Danemark        |

### Épreuve mixte
8 équipes se qualifient pour l'épreuve. La Corée du Sud, pays hôte est directement qualifiée. Les sept dernières places sont attribuées aux nations ayant obtenu le plus de points lors des Championnats du monde de curling double mixte 2016 et 2017.
| Qualification                                                | Quota | Pays         |
| ------------------------------------------------------------ | ----- | ------------ |
| Pays hôte                                                    | 1     | Corée du Sud |
| Championnat du monde de curling double mixte de 2016 et 2017 | 7     | Canada       |
| Championnat du monde de curling double mixte de 2016 et 2017 | 7     | Russie (OAR) |
| Championnat du monde de curling double mixte de 2016 et 2017 | 7     | Suisse       |
| Championnat du monde de curling double mixte de 2016 et 2017 | 7     | Chine        |
| Championnat du monde de curling double mixte de 2016 et 2017 | 7     | États-Unis   |
| Championnat du monde de curling double mixte de 2016 et 2017 | 7     | Norvège      |
| Championnat du monde de curling double mixte de 2016 et 2017 | 7     | Finlande     |

## Résultats
| Épreuve              | Médaille d'or, Jeux olympiques                                                                | Médaille d'argent, Jeux olympiques                                                         | Médaille de bronze, Jeux olympiques                                                                                    |
| -------------------- | --------------------------------------------------------------------------------------------- | ------------------------------------------------------------------------------------------ | --- |
| Tournoi masculin     | États-Unis John Shuster (capitaine) John Landsteiner Matt Hamilton Tyler George Joe Polov     | Suède Niklas Edin (capitaine) Oskar Eriksson Rasmus Wranå Christoffer Sundgren Henrik Leek | Suisse Peter de Cruz (capitaine) Benoît Schwarz Claudio Pätz Valentin Tanner Dominik Märki Claudio Pescia (entraîneur) |
| Tournoi féminin      | Suède Anna Hasselborg (capitaine) Sara McManus Agnes Knochenhauer Sofia Mabergs Jennie Wåhlin | Corée du Sud Kim Eun-jung (capitaine) Kim Kyeong-ae Kim Seon-yeong Kim Yeong-mi Kim Cho-hi | Japon Satsuki Fujisawa (capitaine) Chinami Yoshida Yumi Suzuki Yurika Yoshida Mari Motohashi                           |
| Tournoi double mixte | Canada Kaitlyn Lawes et John Morris                                                           | Suisse Jenny Perret et Martin Rios                                                         | Norvège Kristin Skaslien et Magnus Nedregotten                                                                         |

## Tableau des médailles
| Rang | Pays         | Médaille d'or, Jeux olympiques | Médaille d'argent, Jeux olympiques | Médaille de bronze, Jeux olympiques | Total |
| ---- | ------------ | ------------------------------ | ---------------------------------- | ----------------------------------- | ----- |
| 1    | Suède        | 1                              | 1                                  | 0                                   | 2     |
| 2    | Canada       | 1                              | 0                                  | 0                                   | 1     |
| 2    | États-Unis   | 1                              | 0                                  | 0                                   | 1     |
| 4    | Suisse       | 0                              | 1                                  | 1                                   | 2     |
| 5    | Corée du Sud | 0                              | 1                                  | 0                                   | 1     |
| 6    | Japon        | 0                              | 0                                  | 1                                   | 1     |
| 6    | Norvège      | 0                              | 0                                  | 1                                   | 1     |